# 노마 셰필드
노마 셰필드(Norma Sheffield, 본명 키아라 데 피에리Chiara De Pieri)는 이탈리아의 유로비트 가수이다. 잔카를로 파스퀴니(데이브 로저스)가 1990년에 처음으로 독립해서 세운 레이블인 A-Beat C에서 Your Body Lies라는 곡으로 데뷔했으며, 동시에 이 곡은 A-Beat C가 설립 후 처음으로 발매한 싱글이기도 하다.
노마의 모든 곡을 제작할 때 프란체스카 콘티니(Francesca Contini)가 참여했기 때문에, 노마는 프란체스카의 예명이라는 것이 정설이었다. 에이벡스 측도 노마가 곡을 직접 쓴다고 묘사함으로써 이 설에 무게를 실었다. 그러나 2015년 4월 25일, 잔카를로는 페이스북을 통해 프란체스카 콘티니는 단 한 번도 노래를 한 적이 없으며 노마의 목소리는 키아라 데 피에리의 것이라고 밝혔다.

## 노래
- I Just Wanna Call You Now
- If You Wanna Stay
- It's For Your Eyes
- Look Me In The Eyes
- Maybe Tonite(Super Eurobeat 85집, Initial D - D Selection 2 수록)
- Memories
- Nothing Changed
- Sometimes
- Sweet Heaven
- Touch Me Touch Me
- Your Body Lies(Super Eurobeat 9집 수록)